# Sportjahr 1855
Liste der Sportjahre

◄ | 1851 | 1852 | 1854 | Sportjahr 1855 | 1856 | 1857 | 1858 | 1859 | ► | ►►

Weitere Ereignisse

## Ereignisse

### Alpinismus

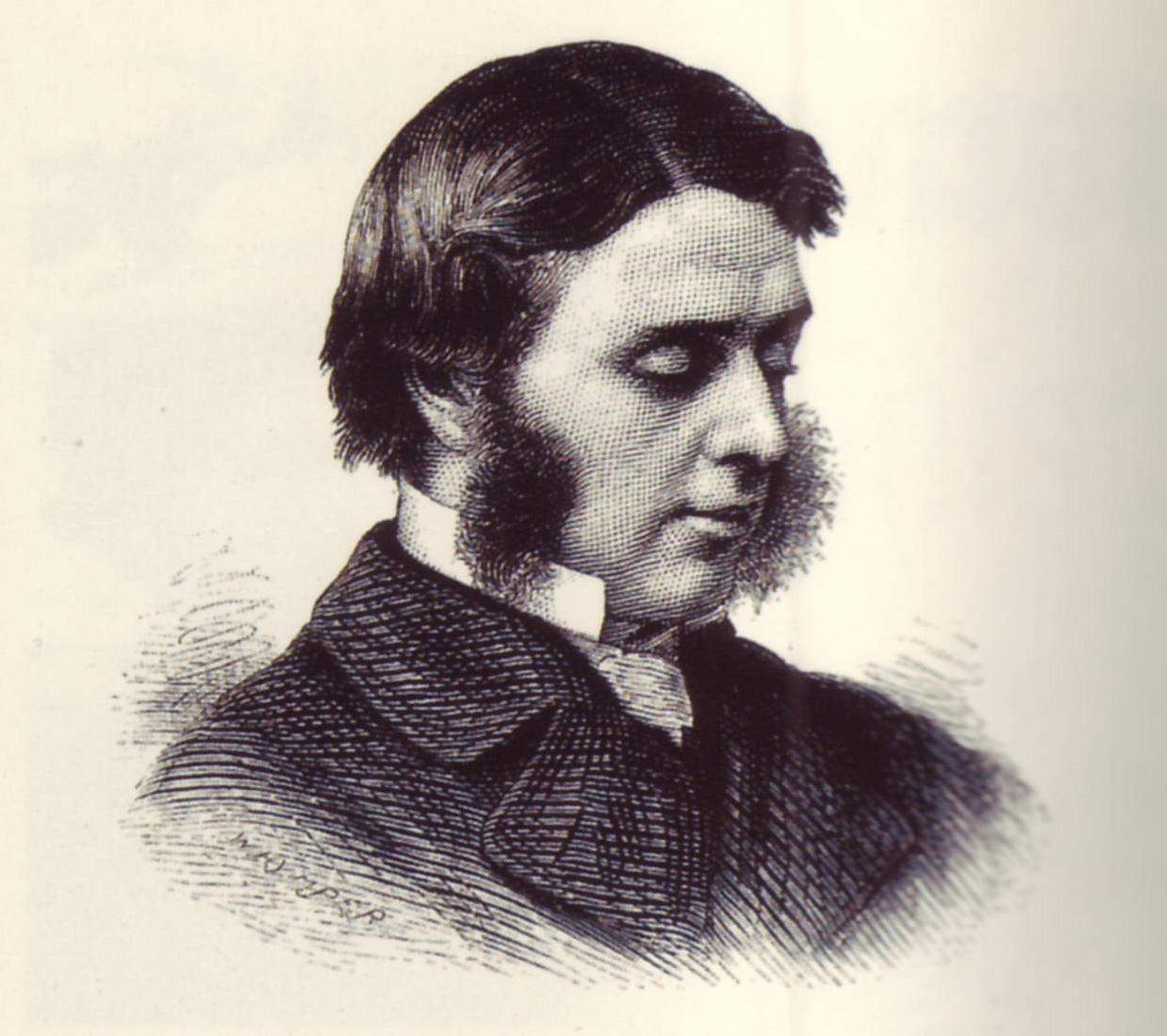
Charles Hudson,
gezeichnet von Edward Whymper

- 1. August: Einer Seilschaft unter der Leitung des Engländers Charles Hudson gelingt die Erstbesteigung des Gornerhorns, des höchsten Bergs der Schweiz. Das gilt als der Beginn des Goldenen Zeitalters des Alpinismus. Am 8. August gelingt Hudson auch die erste nachgewiesene Besteigung des Mont Blanc du Tacul.
- Ende August: Dem Zürcher Jakob Christian Heusser und dem Notar Peter Joseph Zurbriggen aus dem Kanton Wallis gelingt die Erstbesteigung des 4.013 Meter hohen Weissmies in den Walliser Alpen.

### Vereinsgründungen

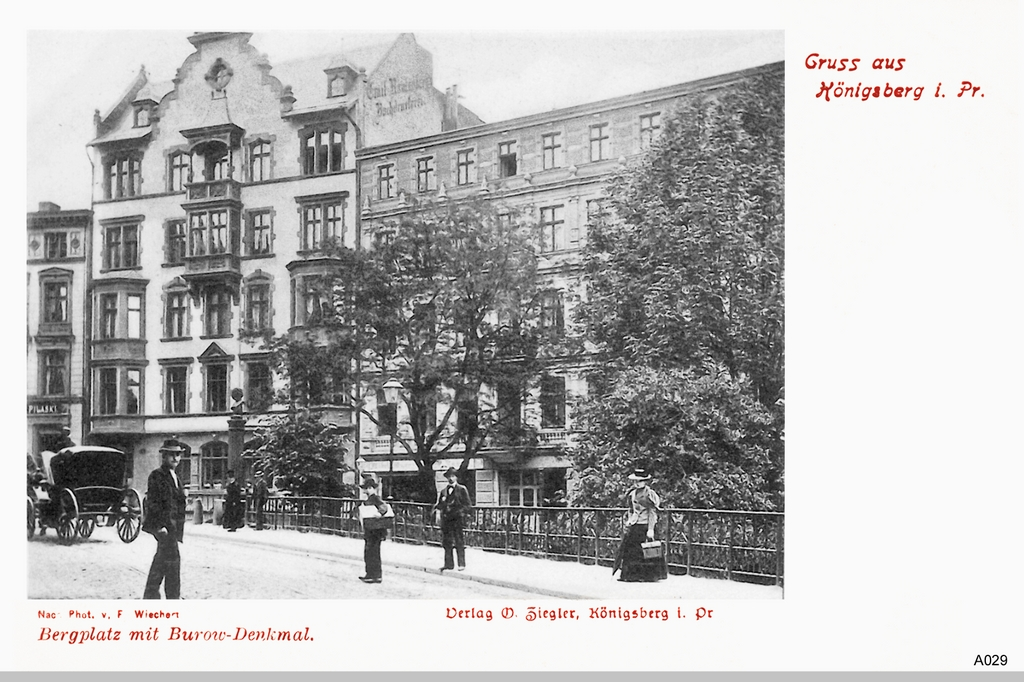
Der Bergplatz mit dem Burow-Haus

- 7. Februar: Ernst Burow gründet mit acht Freunden im Burow-Haus in Königsberg in Preußen den ältesten deutschen Segelclub, den SC RHE.

- Der Krefelder Turnverein 1855 wird gegründet.
- In San Francisco wird der Mechanics’ Institute Chess Club gegründet.

### Sonstiges
- Die Bramall Lane in Sheffield wird als Cricket-Stadion erbaut und am 30. April mit einem Spiel eröffnet.
- Juni: Carabas gewinnt das 22. Union-Rennen auf dem Tempelhofer Feld.

## Geboren
- 24. Januar: Frank Hadow, englischer Tennisspieler († 1946)

- 27. März: William Lane-Joynt, britischer Sportschütze († 1921)
- 27. März: William Libbey, US-amerikanischer Sportschütze († 1927)

- 08. April: Léon Lécuyer, französischer Sportschütze und Fechter († 1915)

- 24. Mai: Florence Dixie, britische Reisende und Schriftstellerin, Präsidentin des ersten britischen Frauenfußballvereins († 1905)

- 02. Juli: Lewis Maxson, US-amerikanischer Bogenschütze († 1916)
- 04. Juli: Selwin Calverley, britischer Segler († 1900)
- 17. Juli: Bror Brenner, finnischer Segler († 1923)
- 18. Juli: Axel Paulsen, norwegischer Eiskunstläufer und Erfinder des Eiskunstlaufsprunges Axel († 1938)

- 02. August: Henri Mialaret, französischer Segler († 1919)

- 10. September: Paul Wiesner, deutscher Regattasegler († 1930)

- 30. Oktober: William Grenfell, britischer Sportler und Sportfunktionär († 1945)

- 04. November: Alexander zu Solms-Braunfels, österreichischer Sportfunktionär († 1926)
- Alice Legh, britische Bogenschützin († 1948)